# Ceraphron brevicornis
Ceraphron brevicornis är en stekelart som beskrevs av Charles Thomas Brues 1906. Ceraphron brevicornis ingår i släktet Ceraphron och familjen pysslingsteklar. Inga underarter finns listade i Catalogue of Life.